# Instituto Abierto de Cataluña

El Instituto Abierto de Cataluña (Institut Obert de Catalunya en idioma catalán y oficialmente), conocida como (IOC) es un centro de educación a distancia, con nivel educativo de Instituto de Educación Secundaria, dependiente del Departamento de Educación de la Generalidad de Cataluña. Nació en 2006 con la intención de unificar los tres servicios de educación a distancia del Departamento de Educación: el Instituto Catalán de Educación Secundaria a Distancia, el Educación Secundaria Obligatoria a distancia para personas adultas (programa Graduï's, ara en secundària (Gradúese, ahora en secundaria), anteriormente denominado Graduï's, ara pot (Gradúese, ahora puede)) y el centro de formación profesional FP Oberta (FP Abierta).